# Мадалена (Фрозиноне)
Мадалена је насеље у Италији у округу Фрозиноне, региону Лацио.
Према процени из 2011. у насељу је живело 300 становника. Насеље се налази на надморској висини од 328 м.